# Вирусный эукариогенез

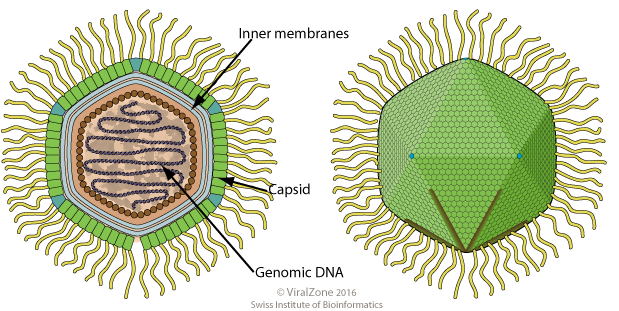
Мимивирус

Вирусный эукариогенез — гипотеза происхождения эукариотического клеточного ядра в результате эндосимбиоза крупных ДНК-содержащих вирусов и метаногенных архей. На основе вируса сформировалось ядро эукариотического типа, которое затем включило в свой геном гены хозяина и, в конечном итоге, перехватило управление клеткой. Гипотеза была предложена Филиппом Беллом в 2001 году и получила дополнительную поддержку при исследовании механизмов синтеза белка у крупных ДНК-содержащих вирусов, таких, как мимивирусы.
Исследования генома и открытие вирусов со сложными ДНК могут указывать на то, что они играли определённую роль в формировании эукариотических ядер. Гипотетически, вирусы могут быть предками современных эукариотических клеток, косвенным свидетельством является универсальность кода ДНК для всех живущих ныне эукариот и прокариот.

## Гипотеза

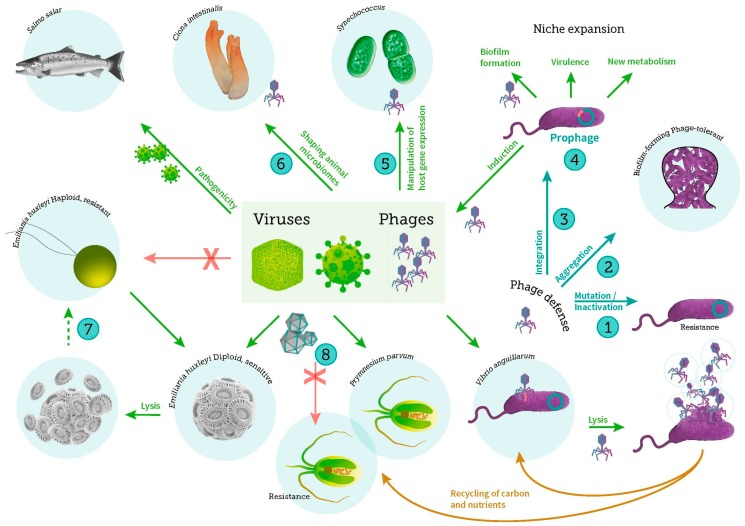
Эволюция живых организмов

Так же, как и ДНК-содержащие вирусы, ядро эукариот содержит линейные хромосомы со специфическими последовательностями на их концах (хромосомы прокариот — кольцевые). В обоих случаях мРНК кэпирована, а трансляция и транскрипция происходят раздельно. Эукариотические ядра также способны к цитоплазматической репликации. Некоторые крупные вирусы обладают собственной РНК-полимеразой. Перенос «инфекционных» ядер был документирован у многих паразитических красных водорослей. Сложные эукариотические ДНК-вирусы могли возникнуть из подобных ядер.
Гипотеза вирусного происхождения эукариот предполагает, что эукариоты состоят из трёх предковых элементов: вирусный компонент, от которого произошло современное эукариотическое ядро; прокариотическая клетка, от которой эукариоты унаследовали цитоплазму и клеточную мембрану; а также ещё одна прокариотическая клетка, от которой произошли митохондрии и хлоропласты путём эндоцитоза. Возможно, клеточное ядро образовалось под воздействием нескольких заражений архейной клетки, уже содержащей бактерию — предшественника митохондрий, лизогенным вирусом. В рамках гипотезы предложена модель эволюции эукариот, в которой вирус, сходный с современным вирусом оспы, развился в клеточное ядро путём включения генов из бактерии и археи-хозяина. Постепенно этот вирус стал основным хранилищем информации в клетке, которая сохранила способности к трансляции генов и жизнеспособности. Внутриклеточная бактерия сохранила способность производить энергию в форме АТФ, также передав часть своих генов ядру. На вирусное происхождение эукариотических ядер может указывать возникновение полового размножения и мейоза в клеточном цикле. В то же время, эта теория остаётся противоречивой, необходимы дополнительные экспериментальные доказательства с использованием вирусов архей, так как они, вероятно, наиболее сходны с современными эукариотическими ядрами.
В 2006 году было высказано предположение, что переход от РНК к ДНК геномам впервые произошел среди вирусов. В таком случае ДНК-вирус мог предоставить РНК-содержащему хозяину систему хранения генетической информации, основанную на ДНК. Причем первоначально наличие у вируса ДНК-генома позволяло ему защитить свою наследственную информацию от ориентированных на работу с РНК ферментов хозяина. Согласно гипотезе, археи, бактерии и эукариоты получили свою основанную на ДНК систему хранения информации от разных вирусов. При этом РНК-содержащий предшественник эукариот был наиболее сложно организован и обладал механизмами процессинга РНК. Было также предположено вирусное происхождение теломеразы и теломеров — ключевых элементов репликации эукариотической клетки.
В пользу гипотезы свидетельствует ряд фактов. Например, спиральные вирусы с билипидной мембраной имеют отчётливое сходство с простейшими клеточными ядрами (ДНК-хромосомой, инкапсулированной в липидную мембрану). Теоретически, крупный ДНК-вирус может взять под контроль бактериальную или архейную клетку, вместо репликации и уничтожения клетки-хозяина. Вирус, эффективно контролирующий молекулярный механизм клетки-хозяина, сам становится чем-то вроде «ядра», успешно обеспечивая своё выживание процессами митоза и цитокинеза.